# MHTML
MHTML (сокращение для MIME HTML) — архивный формат веб-страниц, используемый для комбинирования кода HTML и ресурсов, которые обычно представлены в виде внешних ссылок (изображения, анимации Flash, Java-апплеты и аудиофайлы) в один файл. Содержимое файла MHTML кодируется тем же образом, что и HTML-сообщения электронной почты с использованием MIME multipart/related. Первая часть файла представляет собой  кодированный HTML; последующие части являются base64-кодированными ресурсами, которые определены по их URL. Этот формат иногда именуется MHT, поскольку расширение .mht присваивается по умолчанию файлам, созданным программами Microsoft Word, Internet Explorer или Opera. MHTML является предложенным стандартом RFC, опубликованным в 1999 году как RFC 2557.
Альтернативой возможностью вложения ресурсов в HTML документ является схема URI «данные», определённая в RFC 2397.

## Поддержка браузерами
Некоторые браузеры поддерживают формат MHTML непосредственно или же при помощи расширений, однако процесс сохранения веб-страницы совместно с её ресурсами как MHTML файла не стандартизирован, поэтому веб-страница, сохранённая как MHTML-файл в одном браузере, может выглядеть иначе при открытии в другом.

### Internet Explorer
Microsoft Internet Explorer, начиная с версии 5.0, был первым браузером, поддерживающим сохранение веб-страниц в формате MHTML.

### Maxthon
Maxthon поддерживает открытие и сохранение веб-страниц и размещённого на них содержимого как один MHT-файл.

### Opera
Поддержка сохранения веб-страницы как MHTML файла была реализована в браузере Opera начиная с версии 9.0. Начиная с версии Opera 9.50 для всей линейки браузеров Opera на движке Presto (последней версией является Opera 12.18, выпущенная 16 февраля 2016) MHTML является форматом для сохранения веб-страниц по умолчанию.
Первая версия браузера Opera на движке Webkit/Blink (Opera 15) не поддерживает MHTML, но последующие версии (Opera 16 и далее) реализуют чтение и сохранение MHTML-файлов.

### Vivaldi
Браузер Vivaldi поддерживает формат MHTML изначально. Этот браузер фактически взял лучшее из старых версий браузера Opera и движка Chrome, и развивается с поддержкой большинства новейших функций. Можно указать сохранение в формат MHTML по умолчанию. 

### Firefox
Mozilla Firefox требует установки расширения для обеспечения возможности чтения и записи MHT-файлов. Большое количество расширений находится в свободном доступе, например Mozilla Archive Format и UnMHT. В случае, если опцией browser.tabs.remote.force-enable=true (по адресу about:config) включена процессорная многопоточность, опцию следует отключить, иначе перечисленные плагины неработоспособны.
Хотя Firefox в данный момент (в версии 52) не поддерживает MHTML без использования расширений, в связанный с Firefox проект Thunderbird включен исходный код, позволяющий просматривать MHTML-файлы, что свидетельствует о возможной поддержке в будущем программным обеспечением Mozilla (таким как Firefox) MHTML без использования расширений.
Начиная с версии 57 Firefox перестал поддерживать все плагины для сохранения страниц в формат MHT.

### Safari
Начиная с версии 3.1.1 и выше веб-браузер Safari, выпускаемый компанией Apple, не поддерживает формат MHTML, вместо этого предоставляя поддержку формата webarchive. Кроме этого, версия для OS X предоставляет возможность печати веб-страницы в файл PDF.
Как и во многих других современных браузерах, поддержка файлов MHTML может быть добавлена в Safari с помощью сторонних расширений.

### Konqueror
Начиная с версии 3.5.7 веб-браузер Konqueror среды рабочего стола KDE не поддерживает файлы MHTML, однако существует проект расширения mhtconv, при помощи которого можно сохранять и просматривать MHTML-файлы.

### ACCESS NetFront
NetFront 3.4 (на таких устройствах как Sony Ericsson K850) обеспечивает просмотр и сохранение MHTML-файлов.

### Google Chrome
Создание MHTML-файлов в Google Chrome (версия 25 и выше) включается с помощью экспериментальной опции «Сохранить страницу как MHTML» ('Save Page as MHTML') на странице настроек chrome://flags.

### Яндекс Браузер
Создание MHTML-файлов в Яндекс Браузере (версия 22.7.4.960) осуществляется через меню сохранения страницы «Сохранить страницу как...», в котором имеется пункт с надписью «Веб-страница, один файл (*.mhtml)». Тип MIME варианта: multipart/related. Сохранённый файл открывается Internet Explorer, как и его родной *.mht формат.

## Просмотрщики MHT
Существуют коммерческие программные продукты для просмотра MHTML-файлов и конвертации их в другие форматы, такие как PDF.

## Тип MIME
Единый тип MIME для MHTML в данный момент не согласован и представлен следующими вариантами:
- multipart/related
- application/x-mimearchive
- message/rfc822